# Earl Palmer
Earl Palmer, född 25 oktober 1924 i New Orleans, Louisiana, död 19 september 2008 i Los Angeles, Kalifornien, var en amerikansk trummis, upptagen i Rock and Roll Hall of Fame år 2000.
Han har spelat med artister som Fats Domino,  Little Richard, Smiley Lewis, Righteous Brothers, Sam Cooke och Ike och Tina Turner. 
Han var gift fyra gånger och hade sju barn.